# ファミリー・バンド
『ファミリー・バンド』（The One and Only, Genuine, Original Family Band）は1968年製作のアメリカ合衆国の実写映画。

## 上映データ
| 公開日 上映時間 | 1968年（昭和43年） | 3月21日          | アメリカ合衆国 | 110分 |
| サイズ          | カラー             | アメリカンビスタ |                |       |

## キャスト
- ウォルター・ブレナン
- バディ・イブセン
- レスリー・アン・ウォーレン
- ジョン・デイヴィッドソン
- ジャネット・ブレア
- カート・ラッセル
- ボビー・リーハ
- ジョン・ウォルムスリー

## スタッフ
| 企画統括             | ウォルト・ディズニー                              |
| 製作                 | ロイ・O・ディズニー                               |
| 製作補               | E・カードン・ウォーカー                           |
| 原作                 | ローラ・バワー・バン・ナイズ                      |
| 脚本                 | ローウェル・S・ホウリー                           |
| 音楽                 | ジャック・エリオット                              |
| 撮影                 | フランク・V・フィリップス                         |
| 美術監督             | ハーマン・A・ブルーメンタール、キャロル・クラーク |
| 録音                 | ハロルド・ルイス                                  |
| 録音スーパーパイザー | ロバート・O・クック                               |
| 編集                 | コットン・ウォーバートン                          |
| 音響効果             | ジム・マクドナルド                                |
| 音楽編集             | エブリン・ケネディ                                |
| プロデューサー       | ビル・アンダーソン                                |
| 監督                 | マイケル・オハーリー                              |